# Helicopsyche heacota
Helicopsyche heacota är en nattsländeart som beskrevs av Mosely in Mosely och Douglas E. Kimmins 1953. Helicopsyche heacota ingår i släktet Helicopsyche och familjen Helicopsychidae. Inga underarter finns listade i Catalogue of Life.